# Xã Derry, Quận Westmoreland, Pennsylvania
Xã Derry (tiếng Anh: Derry Township) là một xã thuộc quận Westmoreland, tiểu bang Pennsylvania, Hoa Kỳ. Năm 2010, dân số của xã này là 14.502 người.